# Plaquê de 100
"Plaquê de 100" é um single do cantor brasileiro MC Guimê, gravada no ano de 2012. A canção foi escrita pelo próprio interprete e produzida pelo DJ Wilton.

## Vídeo e musica
No mesmo ano foi lançado o videoclipe da canção, que contém aparições da banda Pollo em algumas cenas, o clipe foi produzido e dirigido pelo diretor KondZilla, atualmente o clipe possui mais de 60 milhões acessos, e é a musica de funk com mais visualizações no YouTube.

## Repercussão
Com o Sucesso de "Plaquê de 100", Guimê começa a ter acesso as grandes mídias, participando de programas de TV como, Legendários, Sábado Total, Esquenta!, Programa do Ratinho, Agora é Tarde, Programa da Tarde, Hoje em Dia, Mix TV, Programa Raul Gil, entre outros.